# Bury Me In Vegas
Bury Me In Vegas es el álbum debut de la banda alemana de electronicore, Electric Callboy.  El material fue lanzado el 23 de marzo de 2012 bajo la discográfica de su primer EP, Redfield Records. Este disco es el último trabajo discográfico junto al baterista Michael "Micha" Malitzki, quien fue reemplazado por David Friedrich a fines del 2012.

## Historia
El álbum generó muchas reacciones, la gran mayoría positivas, por la parte musical y por sus parodicas letras. Se llevó muy buenas notas y reviews positivos los cuales llamaron la atención en el mundo de la "música core". Se tilda al sonido del álbum estilo "Asking Alexandria" pero con mucho humor negro en sus canciones y la banda afirmó que algo parecido es lo que buscan en su música.
Bury Me In Vegas salió para iTunes y Spotify . Aunque la discográfica, al igual que con su anterior EP, subió todas las canciones a su cuenta de Youtube para poder ser escuchadas. .

## Lista de canciones
| N.º | Título                                                              | Duración |  |
| 1.  | «Bury Me in Vegas»                                                  | 3:22     |  |
| 2.  | «The Kerosene Dance»                                                | 3:20     |  |
| 3.  | «Internude»                                                         | 0:41     |  |
| 4.  | «Is Anyone Up?»                                                     | 3:07     |  |
| 5.  | «Wonderbra Boulevard»                                               | 3:32     |  |
| 6.  | «Legendary Sleeping Assault»                                        | 1:49     |  |
| 7.  | «Light the Skyline»                                                 | 4:14     |  |
| 8.  | «5$ Bitchcore»                                                      | 3:26     |  |
| 9.  | «Transilvanian Cunthunger» (feat. Mika Lahti from One Morning Left) | 3:32     |  |
| 10. | «Muffin Purper-Gurk»                                                | 3:25     |  |
| 11. | «Snow Covered Polaroids»                                            | 4:03     |  |

Bonus Track Edición Japonesa

| N.º | Título                                                          | Duración |  |
| 12. | «Is Anyone Up?» (The Green Man's Basswerk Spooky Dubstep Remix) | 4:17     |  |

## Músicos

### Eskimo Callboy
- Sebastian "Sushi" Biesler – Voz
- Kevin Ratajczak – Voz, Teclados
- Daniel "Danskimo" Haniß – Guitarra
- Pascal Schillo – Guitarra
- Daniel Klossek – Bajo
- Michael "Micha" Malitzki – Batería